# Forstau
Forstau osztrák község Salzburg tartomány Sankt Johann im Pongau járásában. 2018 januárjában 540 lakosa volt. 

## Elhelyezkedése

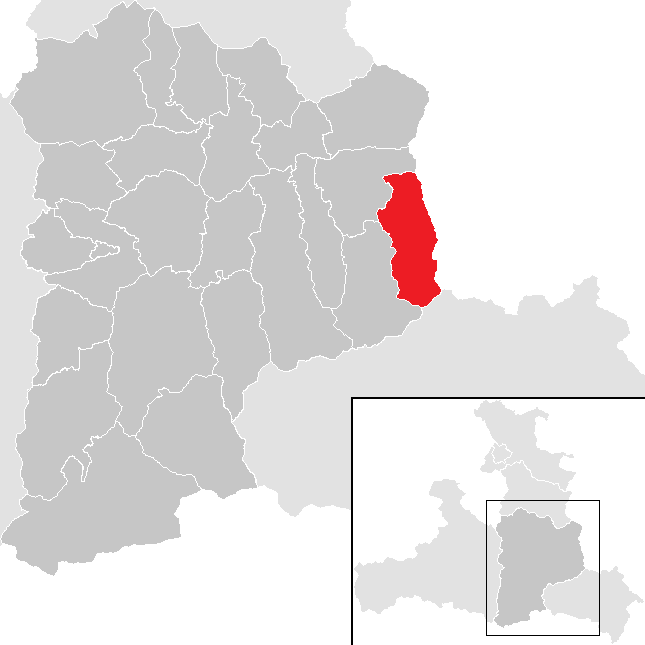
Forstau a St. Johann im Pongau-i járásban

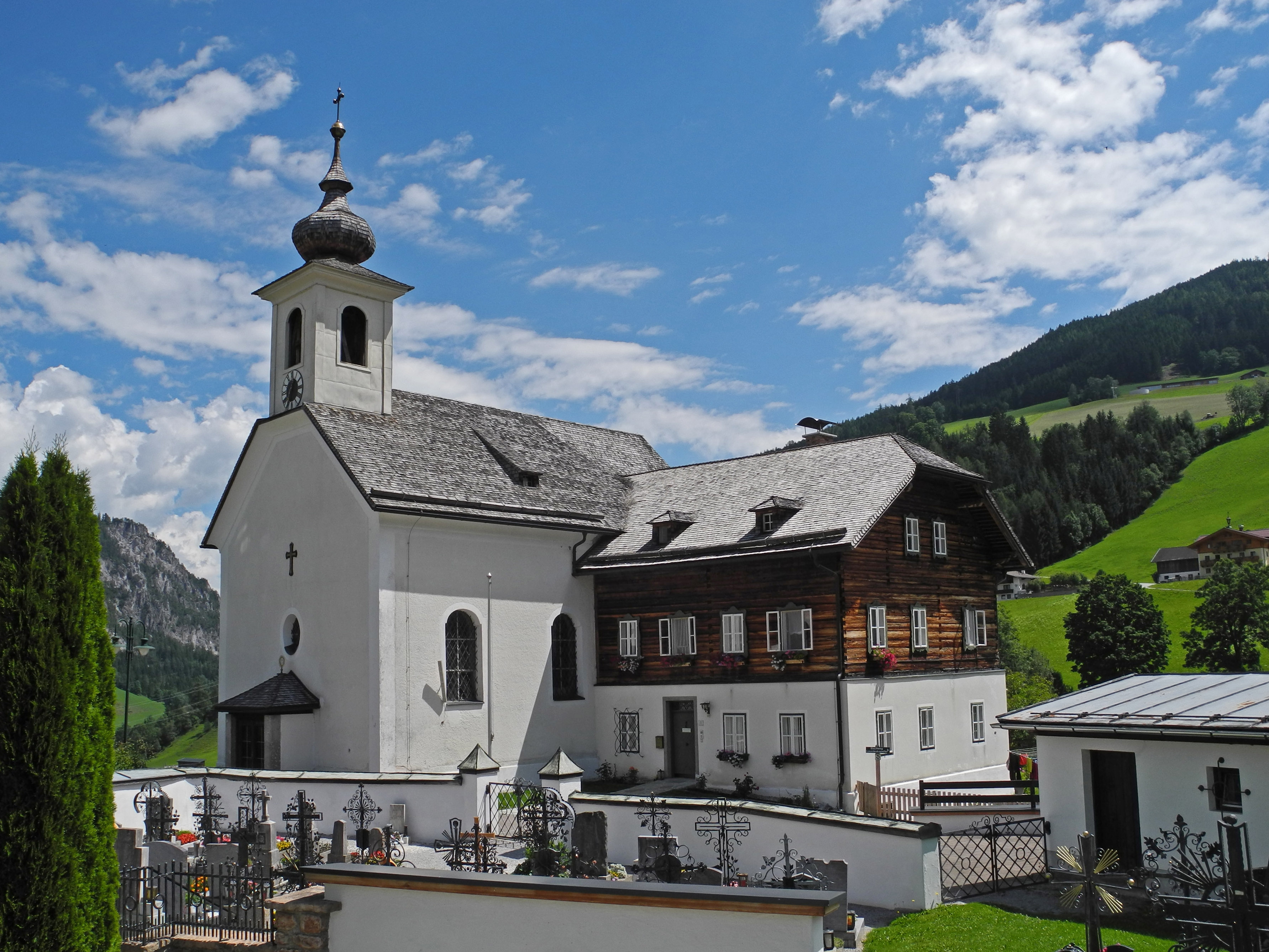
A Szt. Leonhard-plébániatemplom

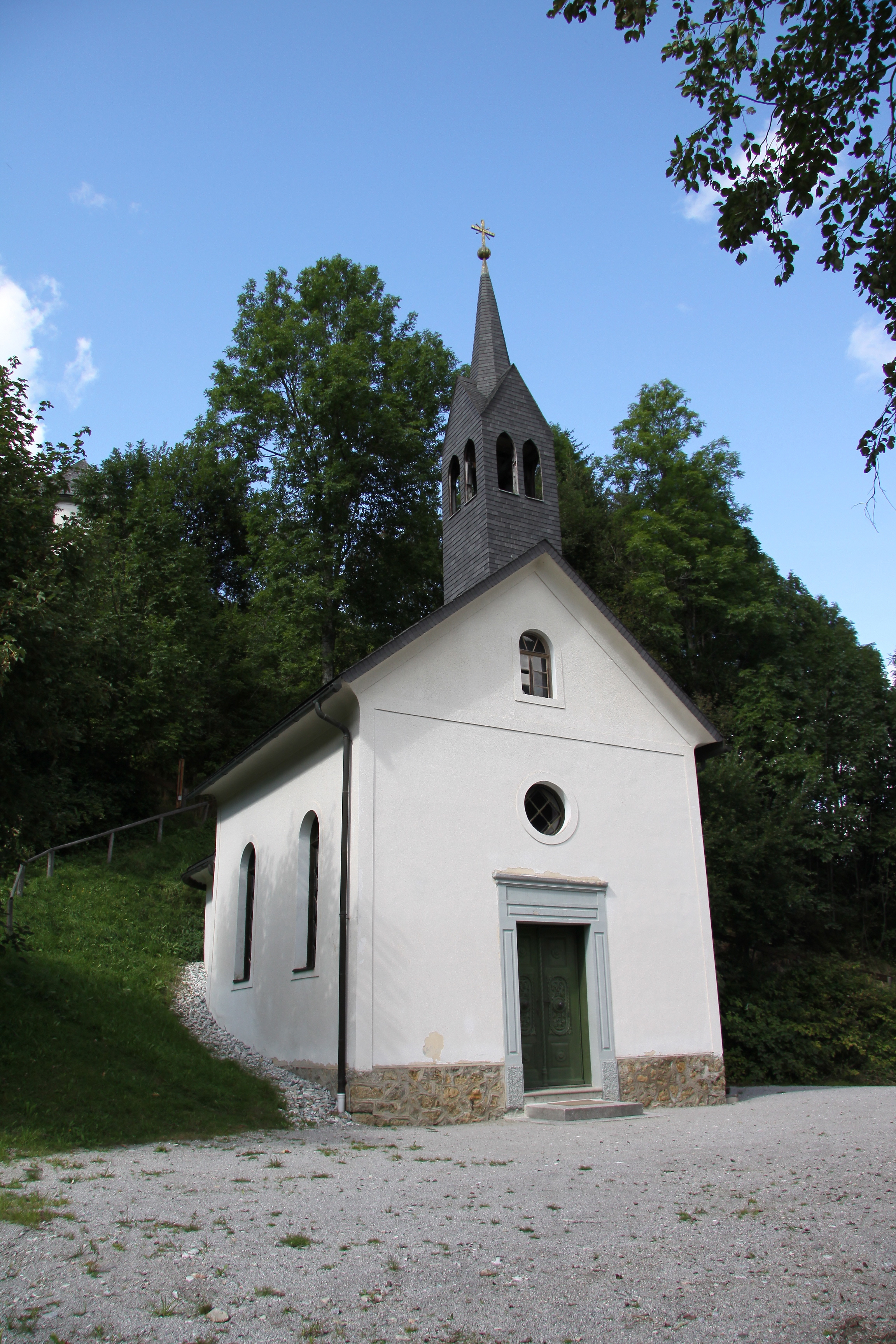
A Lourdes-kápolna

Forstau Salzburg tartomány Pongau régiójában fekszik a Forstaubach (az Enns mellékfolyója) mentén, az Alacsony-Tauern hegységhez tartozó Radstadti-Tauern és Schladmingi-Tauern között. Egyéb fontos folyóvize a Hölltalbach, amely itt torkollk a Forstaubachba. Legmagasabb pontja a Hundskogel (2 239 m). Legnagyobb állóvize az Oberhüttensee a déli határa közelében. A községi önkormányzat egyetlen település és katasztrális község tartozik. 
A környező önkormányzatok: délnyugatra Untertauern, nyugatra Radstadt, keletre Schladming (Stájerország), délkeletre Weißpriach.

## Története
Forstaut először 1299-ben említik a salzburgi érsek egyik hűbérese, Heinrich von Gutrath birtokai között. Egy 1333-as adóösszeírásban Vorstwa formában szerepel a neve. 1736-ig sem temploma sem kápolnája nem volt; ekkor vikáriust neveztek ki oda, 1891-ben pedig önálló egyházközséggé vált. 

## Lakosság
A forstaui önkormányzat területén 2017 januárjában 540 fő élt. A lakosságszám 1971 óta gyarapodó tendenciát mutat. 2016-ban a helybeliek 96,4%-a volt osztrák állampolgár; a külföldiek közül 2,7% a régi (2004 előtti), 0,6% az új EU-tagállamokból érkezett. 2001-ben a lakosok 93,2%-a római katolikusnak, 3,9% evangélikusnak, 1,9% pedig felekezet nélkülinek vallotta magát. Ugyanekkor egy magyar élt a községben.  
A lakosság számának változása:

| 2016 | 522 |
| 2018 | 540 |

## Látnivalók
- a Szt. Leonhard-plébániatemplom 1745-ben épült
- a 19. századi Lourdes-kápolna

## Fordítás
- Ez a szócikk részben vagy egészben  a   Forstau című német Wikipédia-szócikk ezen változatának fordításán alapul.  Az eredeti cikk szerkesztőit annak laptörténete sorolja fel. Ez a jelzés csupán a megfogalmazás eredetét és a szerzői jogokat jelzi, nem szolgál a cikkben szereplő információk forrásmegjelöléseként.